# Lục Lương
Lục Lương (tiếng Trung: 陆良县), Hán Việt: Lục Lương huyện là một huyện thuộc địa cấp thị Khúc Tĩnh, tỉnh Vân Nam, Cộng hòa Nhân dân Trung Hoa. Huyện này có diện tích 2096 km2, dân số năm 2003 là 600.000 người. Chính quyền huyện đóng tại trấn Trung Xu.

## Các đơn vị hành chính

### Trấn
- Trung Xu (中枢镇)
- Bản Kiều (板桥镇)
- Tam Xá Hà (三岔河镇)
- Mã Nhai (马街镇)
- Chiêu Khoác (召夸镇)
- Đại Mô Cổ (大莫古镇)
- Lao Hoa (芳华镇)

### Cáchương
- Hoạt Thủy (活水乡)
- Long Hải (龙海乡)
- Thủy Bách Hộ (小百户乡)

## Khí hậu
| Dữ liệu khí hậu của Lục Lương, elevation 1.858 m (6.096 ft), (1991–2020 normals, extremes 1991–present) | Dữ liệu khí hậu của Lục Lương, elevation 1.858 m (6.096 ft), (1991–2020 normals, extremes 1991–present) | Dữ liệu khí hậu của Lục Lương, elevation 1.858 m (6.096 ft), (1991–2020 normals, extremes 1991–present) | Dữ liệu khí hậu của Lục Lương, elevation 1.858 m (6.096 ft), (1991–2020 normals, extremes 1991–present) | Dữ liệu khí hậu của Lục Lương, elevation 1.858 m (6.096 ft), (1991–2020 normals, extremes 1991–present) | Dữ liệu khí hậu của Lục Lương, elevation 1.858 m (6.096 ft), (1991–2020 normals, extremes 1991–present) | Dữ liệu khí hậu của Lục Lương, elevation 1.858 m (6.096 ft), (1991–2020 normals, extremes 1991–present) | Dữ liệu khí hậu của Lục Lương, elevation 1.858 m (6.096 ft), (1991–2020 normals, extremes 1991–present) | Dữ liệu khí hậu của Lục Lương, elevation 1.858 m (6.096 ft), (1991–2020 normals, extremes 1991–present) | Dữ liệu khí hậu của Lục Lương, elevation 1.858 m (6.096 ft), (1991–2020 normals, extremes 1991–present) | Dữ liệu khí hậu của Lục Lương, elevation 1.858 m (6.096 ft), (1991–2020 normals, extremes 1991–present) | Dữ liệu khí hậu của Lục Lương, elevation 1.858 m (6.096 ft), (1991–2020 normals, extremes 1991–present) | Dữ liệu khí hậu của Lục Lương, elevation 1.858 m (6.096 ft), (1991–2020 normals, extremes 1991–present) | Dữ liệu khí hậu của Lục Lương, elevation 1.858 m (6.096 ft), (1991–2020 normals, extremes 1991–present) |
| Tháng                                                                                                   | 1 | 2 | 3 | 4 | 5 | 6 | 7 | 8 | 9 | 10 | 11 | 12 | Năm |
| --- | --- | --- | --- | --- | --- | --- | --- | --- | --- | --- | --- | --- | --- |
| Cao kỉ lục °C (°F)                                                                                      | 24.5 (76.1)                                                                                             | 27.3 (81.1)                                                                                             | 29.3 (84.7)                                                                                             | 31.3 (88.3)                                                                                             | 33.0 (91.4)                                                                                             | 31.9 (89.4)                                                                                             | 30.2 (86.4)                                                                                             | 30.7 (87.3)                                                                                             | 30.4 (86.7)                                                                                             | 27.0 (80.6)                                                                                             | 26.6 (79.9)                                                                                             | 24.0 (75.2)                                                                                             | 33.0 (91.4)                                                                                             |
| Trung bình ngày tối đa °C (°F)                                                                          | 15.5 (59.9)                                                                                             | 17.9 (64.2)                                                                                             | 21.9 (71.4)                                                                                             | 24.6 (76.3)                                                                                             | 25.4 (77.7)                                                                                             | 25.3 (77.5)                                                                                             | 24.9 (76.8)                                                                                             | 25.0 (77.0)                                                                                             | 23.5 (74.3)                                                                                             | 20.8 (69.4)                                                                                             | 18.3 (64.9)                                                                                             | 15.1 (59.2)                                                                                             | 21.5 (70.7)                                                                                             |
| Trung bình ngày °C (°F)                                                                                 | 8.1 (46.6)                                                                                              | 10.3 (50.5)                                                                                             | 14.2 (57.6)                                                                                             | 17.4 (63.3)                                                                                             | 19.5 (67.1)                                                                                             | 20.5 (68.9)                                                                                             | 20.3 (68.5)                                                                                             | 19.9 (67.8)                                                                                             | 18.2 (64.8)                                                                                             | 15.6 (60.1)                                                                                             | 11.7 (53.1)                                                                                             | 8.4 (47.1)                                                                                              | 15.3 (59.6)                                                                                             |
| Tối thiểu trung bình ngày °C (°F)                                                                       | 2.5 (36.5)                                                                                              | 4.1 (39.4)                                                                                              | 7.7 (45.9)                                                                                              | 11.3 (52.3)                                                                                             | 14.7 (58.5)                                                                                             | 17.0 (62.6)                                                                                             | 17.2 (63.0)                                                                                             | 16.6 (61.9)                                                                                             | 14.8 (58.6)                                                                                             | 12.2 (54.0)                                                                                             | 7.0 (44.6)                                                                                              | 3.5 (38.3)                                                                                              | 10.7 (51.3)                                                                                             |
| Thấp kỉ lục °C (°F)                                                                                     | −6.1 (21.0)                                                                                             | −4.2 (24.4)                                                                                             | −1.7 (28.9)                                                                                             | 2.6 (36.7)                                                                                              | 6.0 (42.8)                                                                                              | 8.1 (46.6)                                                                                              | 12.4 (54.3)                                                                                             | 10.7 (51.3)                                                                                             | 5.4 (41.7)                                                                                              | 1.9 (35.4)                                                                                              | −3.3 (26.1)                                                                                             | −7.0 (19.4)                                                                                             | −7.0 (19.4)                                                                                             |
| Lượng Giáng thủy trung bình mm (inches)                                                                 | 25.8 (1.02)                                                                                             | 16.7 (0.66)                                                                                             | 23.9 (0.94)                                                                                             | 31.2 (1.23)                                                                                             | 97.3 (3.83)                                                                                             | 167.5 (6.59)                                                                                            | 174.6 (6.87)                                                                                            | 125.1 (4.93)                                                                                            | 78.1 (3.07)                                                                                             | 70.1 (2.76)                                                                                             | 29.6 (1.17)                                                                                             | 18.2 (0.72)                                                                                             | 858.1 (33.79)                                                                                           |
| Số ngày giáng thủy trung bình (≥ 0.1 mm)                                                                | 6.5 | 5.9 | 6.4 | 7.8 | 12.0 | 15.8 | 18.5 | 17.8 | 12.8 | 12.6 | 6.4 | 5.3 | 127.8                                                                                                   |
| Số ngày tuyết rơi trung bình                                                                            | 2.0 | 1.0 | 0.3 | 0 | 0 | 0 | 0 | 0 | 0 | 0 | 0.1 | 0.6 | 4 |
| Độ ẩm tương đối trung bình (%)                                                                          | 70 | 63 | 57 | 58 | 65 | 76 | 81 | 81 | 80 | 80 | 76 | 75 | 72 |
| Số giờ nắng trung bình tháng                                                                            | 185.5                                                                                                   | 199.4                                                                                                   | 234.7                                                                                                   | 240.4                                                                                                   | 205.5                                                                                                   | 137.2                                                                                                   | 125.2                                                                                                   | 144.5                                                                                                   | 124.2                                                                                                   | 125.5                                                                                                   | 166.0                                                                                                   | 161.6                                                                                                   | 2.049,7                                                                                                 |
| Phần trăm nắng có thể                                                                                   | 55 | 62 | 63 | 63 | 50 | 34 | 30 | 36 | 34 | 35 | 51 | 49 | 47 |
| Nguồn: China Meteorological Administration                                                              | | | | | | | | | | | | | |